# Бен Гант-Девіс
Бен Гант-Девіс  (англ. Ben Hunt-Davis, 15 березня 1972) — британський веслувальник, олімпійський чемпіон.

## Виступи на Олімпіадах
| Олімпіада      | Дисципліна                     | Місце |
| -------------- | ------------------------------ | ----- |
| Барселона 1992 | вісімка розстібна зі стерновим | 6     |
| Атланта 1996   | вісімка розстібна зі стерновим | 8     |
| Сідней 2000    | вісімка розстібна зі стерновим | 1     |